# Lollius tricarinatus
Lollius tricarinatus är en insektsart som beskrevs av Schmidt 1926. Lollius tricarinatus ingår i släktet Lollius och familjen sköldstritar. Inga underarter finns listade i Catalogue of Life.